# Temple de Morges
Le temple de Morges est un lieu de culte protestant situé dans la commune de Morges, en Suisse. La paroisse est membre de l'Église évangélique réformée du canton de Vaud.

## Histoire
Le temple s’élève sur le site d’une ancienne « chapelle » attestée dès 1306 au voisinage de l’ancienne porte de ville et du mur d’enceinte nord de l’agglomération. Consacré au culte catholique et dédié à Notre-Dame, cet édifice, dont le chœur a été reconstruit en 1508 dans le style gothique flamboyant, comportait plusieurs chapelles. Un enfeu, simple niche sur le mur nord de la nef, appartenait à la famille d'Aubonne. La chapelle dite "La Garillette", appuyée au mur sud du chœur, fut fondée en 1499 par Nicod Garilliat, évêque d'Ivrée. À la Réforme, cette chapelle dédiée à la Vierge passa à l'hôpital de Morges qui l'utilisa comme entrepôt dès 1569,, tandis que l'église elle-même devint temple protestant. Délabrée, elle a été démolie en 1769.
Dès 1769, un nouveau temple est bâti selon les plans et sous la direction de l'architecte bernois Erasme Ritter. Mais en 1771, à l’achèvement des travaux, le clocher, élevé plus haut que ce qui avait été initialement prévu, s’affaisse et subit de graves dégâts. Il faut par conséquent démolir l’ensemble de la façade, dont la composition arrondie était exceptionnelle dans le paysage artistique régional. Le chantier est repris par l’architecte lausannois Rodolphe de Crousaz, qui travaille selon les plans de l'architecte lyonnais Léonard Roux. Ce dernier dessine une nouvelle façade principale et clocher, en réutilisant toutefois les éléments sculptés de la précédente construction. La dédicace solennelle a lieu en 1776,,.
Par la suite, de nouveaux travaux furent nécessaires avec le réaménagement de la tribune afin d’y placer un orgue en 1777 et la mise en place d’un portail latéral monumental en 1885. De nouvelles restaurations, intérieures comme extérieures, se sont succédé au XXe siècle : une première phase de 1957 à 1986, dirigée par Henri de Goumoëns, a été suivie par une seconde en 1989 qui n'a concerné que l'intérieur du bâtiment, et par une troisième débutée en 2004 et terminée en 2010, touchant l'extérieur et le remplacement du chauffage.
Classé monument historique, le temple, qui compte parmi les plus importants édifices religieux de style baroque tardif de Suisse romande, est inscrit comme bien culturel suisse d'importance nationale,. Il est le centre de la paroisse de Morges Échichens, qui regroupe la ville de Morges et la commune d'Échichens.